# Instytut Informatyki Uniwersytetu Warszawskiego
Instytut Informatyki Uniwersytetu Warszawskiego – jednostka organizacyjna Wydziału Matematyki, Informatyki i Mechaniki Uniwersytetu Warszawskiego. Instytut prowadzi działalność dydaktyczną Wydziału w zakresie studiów informatycznych oraz badania naukowe w zakresie informatyki. Badania te koncentrują się głównie wokół problemów inżynierii oprogramowania, algorytmiki, logiki i teorii specyfikacji, a także zagadnień sztucznej inteligencji i baz danych.

## Powstanie i pierwsze lata
Historia Instytutu Informatyki UW zaczęła się od sprowadzenia pierwszego zagranicznego komputera na Uniwersytet Warszawski przez ówczesnego rektora – prof. Stanisława Turskiego. We wrześniu 1963 roku wysłał on dwóch pracowników Wydziału Matematyki i Fizyki – dr. Andrzeja Kiełbasińskiego (z Katedry Matematyki Ogólnej) i Jana Madeya (wtedy jeszcze studenta) na miesięczny staż do duńskiej firmy Regnecentralen, gdzie poznawali komputer GIER i jego oprogramowanie (zwłaszcza język  Algo 60l). Po zakończeniu stażu została zorganizowana dwumiesięczna wystawa w Pałacu Kultury i Nauki, gdzie był prezentowany przywieziony z Danii komputer GIER. Prowadzone były wykłady Duńczyków, m.in. Petera Naura, Henninga Isakssona i Christiana Grama. Po zakończeniu wystawy GIER został zakupiony dla UW.
1 lutego 1964 powstał Zakład Obliczeń Numerycznych (ZON), umiejscowiony na IX piętrze Pałacu Kultury i Nauki - był to pierwszy ośrodek obliczeniowy UW, jednostka zarządzająca GIERem i udostępniająca go pracownikom UW, a także odpłatnie różnym instytucjom i firmom np. Polskiej Akademii Nauk czy Narodowemu Banku Polskiemu. Kierownikiem ZONu był rektor UW (wtedy prof. Stanisław Turski), a zastępcą kierownika był mgr Jan Madey. W 1965 r. Katedra Matematyki Ogólnej zmieniła nazwę na Katedrę Metod Numerycznych. W 1969 Wydział Matematyki i Fizyki został podzielony na Wydział Matematyki i Mechaniki oraz Wydział Fizyki, zaś Katedra Metod Numerycznych na Wydziale Matematyki i Mechaniki została przekształcona w Instytut Maszyn Matematycznych. Prof. Stanisław Turski został odwołany z funkcji rektora UW i mianowany dyrektorem IMM. Zakład Obliczeń Numerycznych stał się Ośrodkiem Obliczeniowym Wydziału Matematyki i Mechaniki, a w 1975 połączył się z Instytutem Maszyn Matematycznych tworząc Instytut Informatyki, którego pierwszym dyrektorem został prof. Stanisław Turski. W 1977 roku Wydział Matematyki i Mechaniki zmienił nazwę na Wydział Matematyki, Informatyki i Mechaniki, a w latach 1990–1991 został przeniesiony (a tym samym i Instytut Informatyki) z Pałacu Kultury i Nauki do budynku na ul. Banacha 2.

## Władze

### Dyrektorzy Instytutu
- Stanisław Turski: 1 października 1975 – 30 września 1976
- Jan Madey (p.o.): 1 października 1976 – 30 września 1977
- Władysław Marek Turski: 1 października 1977 – 31 sierpnia 1984
- Jan Madey: 1 września 1984 – 30 września 1989
- L. Czaja/A. Kiełbasiński (p.o.): 1 października 1989 – 30 września 1991
- Jan Madey: 1 października 1991 – 30 września 1996[5]
- Andrzej Tarlecki: 1 października 1996 – 31 sierpnia 2005
- Krzysztof Diks: 1 września 2005 – 31 sierpnia 2016[6]

### Kadencja od 2012
- prof. dr hab. Krzysztof Diks – Dyrektor Instytutu
- dr Janusz Jabłonowski – Wicedyrektor Instytutu ds. dydaktycznych
- prof. dr hab. Damian Niwiński – Wicedyrektor Instytutu ds. naukowych i kontaktów z zagranicą[6]

## Struktura Instytutu
1975
- Zakład Analizy Numerycznej – kierownik: Andrzej Kiełbasiński
- Zakład Systemów Informatycznych i Oprogramowania – kierownik: Władysław M. Turski
- Zakład Teorii Obliczeń – Andrzej Salwicki
- Pracownia Systemów Rozpoznawania i Odtwarzania Informacji – Leonard Bolc[5]

1978
- Zakład Analizy Numerycznej – kierownik: Andrzej Kiełbasiński
- Zakład Systemów Informatycznych i Oprogramowania – kierownik: Ludwik Czaja
- Zakład Teorii Obliczeń – Andrzej Salwicki
- Zakład Analizy i Syntezy Informacji – Leonard Bolc[5]

1987
- Zakład Analizy Algorytmów - Wojciech Rytter
- Zakład Analizy Numerycznej - Henryk Woźniakowski
- Zakład Języków Programowania - Antoni Kreczmar
- Zakład Metod Informatyki - Władysław M. Turski
- Zakład Podstaw Informatyki - Ludwik Czaja
- Zakład Systemów Operacyjnych - Jan Madey
- Zakład Teorii Programów - Andrzej Salwicki[5]

1991
- Zakład Analizy Algorytmów - Wojciech Rytter
- Zakład Analizy Numerycznej - Henryk Woźniakowski
- Zakład Języków Programowania - Antoni Kreczmar
- Zakład Logiki Stosowanej - Jerzy Tiuryn
- Zakład Metod Informatyki - Władysław M. Turski
- Zakład Podstaw Informatyki - Ludwik Czaja
- Zakład Systemów Operacyjnych - Jan Madey
- Zakład Teorii Programów - p.o. Lech Banachowski
- Ośrodek Obliczeniowy - Kazimierz Grygiel[5]

2011
Zniesienie podziału Instytutu na zakłady.